# North American Hockey League 1975/76
Die Saison 1975/76 war die dritte reguläre Saison der North American Hockey League. Die zehn Teams sollten in der regulären Saison je 74 Begegnungen absolvieren, jedoch musste der Spielplan geändert werden, nachdem die Cape Codders vorzeitig den Spielbetrieb einstellten. Die North American Hockey League wurde in zwei Divisions ausgespielt. Das punktbeste Team der regulären Saison waren die Jaros de Beauce, während sich die Philadelphia Firebirds in den Finalspielen um den Lockhart Cup durchsetzten.

## Teamänderungen
Folgende Änderungen wurden im Laufe der Saison vorgenommen:
- Die Jaros de Beauce wurden als Expansionsteam in die Liga aufgenommen.
- Die Buffalo Norsemen wurden als Expansionsteam in die Liga aufgenommen.
- Die Erie Blades wurden als Expansionsteam in die Liga aufgenommen.

## Reguläre Saison

### Abschlusstabellen
Abkürzungen: GP = Spiele, W = Siege, L = Niederlagen, T = Unentschieden, OTL = Niederlage nach Overtime, GF = Erzielte Tore, GA = Gegentore, Pts = Punkte
| East Division        | GP | W  | L  | OTL | GF  | GA  | Pts |
| -------------------- | -- | -- | -- | --- | --- | --- | --- |
| Jaros de Beauce      | 74 | 54 | 18 | 2   | 462 | 306 | 110 |
| Syracuse Blazers     | 74 | 38 | 33 | 3   | 284 | 278 | 79  |
| Mohawk Valley Comets | 74 | 30 | 40 | 4   | 306 | 354 | 64  |
| Cape Codders         | 52 | 24 | 25 | 3   | 244 | 227 | 51  |
| Maine Nordiques      | 74 | 18 | 55 | 1   | 295 | 450 | 37  |

| West Division          | GP | W  | L  | OTL | GF  | GA  | Pts |
| ---------------------- | -- | -- | -- | --- | --- | --- | --- |
| Johnstown Jets         | 74 | 47 | 25 | 2   | 346 | 257 | 96  |
| Philadelphia Firebirds | 74 | 45 | 29 | 0   | 373 | 319 | 90  |
| Erie Blades            | 74 | 37 | 36 | 1   | 310 | 298 | 75  |
| Buffalo Norsemen       | 74 | 30 | 44 | 0   | 323 | 375 | 60  |
| Broome Dusters         | 74 | 27 | 45 | 2   | 258 | 337 | 56  |

## Lockhart-Cup-Playoffs
| Division-Halbfinale | Division-Halbfinale  | Division-Halbfinale    |    |                        | Division-Finale | Division-Finale | Division-Finale |  |  | Lockhart-Cup-Finale | Lockhart-Cup-Finale | Lockhart-Cup-Finale |
|                     |                      |                        |    |                        |                 |                 |                 |  |  |                     |                     |                     |
| E1                  | Jaros de Beauce      | 3                      |    |                        |                 |                 |                 |  |  |                     |                     |                     |
| E5                  | Maine Nordiques      | 1                      |    |                        |                 |                 |                 |  |  |                     |                     |                     |
| E5                  | Maine Nordiques      | 1                      | E1 | Jaros de Beauce        | 4               |                 |                 |  |  |                     |                     |                     |
| East Division       |                      |                        | E1 | Jaros de Beauce        | 4               |                 |                 |  |  |                     |                     |                     |
|                     | E2                   | Syracuse Blazers       | 0  |                        |                 |                 |                 |  |  |                     |                     |                     |
| E2                  | E2                   | Syracuse Blazers       | 0  | Syracuse Blazers       | 3               |                 |                 |  |  |                     |                     |                     |
| E2                  |                      |                        |    | Syracuse Blazers       | 3               |                 |                 |  |  |                     |                     |                     |
| E3                  | Mohawk Valley Comets | 1                      |    |                        |                 |                 |                 |  |  |                     |                     |                     |
| E3                  | Mohawk Valley Comets | 1                      | E1 | Jaros de Beauce        | 2               |                 |                 |  |  |                     |                     |                     |
|                     |                      |                        |    | Jaros de Beauce        | 2               |                 |                 |  |  |                     |                     |                     |
|                     | W2                   | Philadelphia Firebirds | 4  |                        |                 |                 |                 |  |  |                     |                     |                     |
| W1                  | W2                   | Philadelphia Firebirds | 4  | Johnstown Jets         | 3               |                 |                 |  |  |                     |                     |                     |
| W1                  |                      |                        |    | Johnstown Jets         | 3               |                 |                 |  |  |                     |                     |                     |
| W4                  | Buffalo Norsemen     | 2                      |    |                        |                 |                 |                 |  |  |                     |                     |                     |
| W4                  | Buffalo Norsemen     | 2                      | W1 | Johnstown Jets         | 1               |                 |                 |  |  |                     |                     |                     |
| West Division       |                      |                        | W1 | Johnstown Jets         | 1               |                 |                 |  |  |                     |                     |                     |
|                     | W2                   | Philadelphia Firebirds | 4  |                        |                 |                 |                 |  |  |                     |                     |                     |
| W2                  | W2                   | Philadelphia Firebirds | 4  | Philadelphia Firebirds | 3               |                 |                 |  |  |                     |                     |                     |
| W2                  |                      |                        |    | Philadelphia Firebirds | 3               |                 |                 |  |  |                     |                     |                     |
| W3                  | Erie Blades          | 2                      |    |                        |                 |                 |                 |  |  |                     |                     |                     |